# 內屏增六
Virgo 7，中文名內屏増六，又名BD+04 2556，HD 104181、SAO 119156、HR 4585，是室女座的一颗恒星，视星等为5.37，位于銀經273.05，銀緯63.5，其B1900.0坐标为赤經11h 54m 49.5s，赤緯+4° 63.5′ 44″。